# Мариано, Патрисио
Патрисио Джеронимо Мариано (англ. Patricio Mariano; 17 марта 1877, Манила, Генерал-капитанство Филиппины — 28 января 1935, там же, Филиппины) — филиппинский драматург, прозаик, поэт, журналист, переводчик, лингвист, революционер.

## Биография
Получил высшее образование в Университете Атенео-де-Манила и в частном римско-католическом доминиканском институте (коллегии) Сан-Хуан-де-Летран. Получил степень бакалавра искусств в Лицее Манилы (ныне Манильский центральный университет).
В молодости стал членом Катипунана, тайной филиппинской патриотической организации, созданной для борьбы с испанским владычеством, которая сыграла важную роль в Филиппинской революции. Был одним из основателей организации, известной как Asociacion Pro Patria.
Умер от рака гортани.

## Творчество
Представитель двух направлений — романтизма и символизма.
Писал на тагальском языке. Автор ряда сарсуэл. Им написано более 60 пьес. Наиболее значительные — «Восток» и «Новый Христос» — драмы с отчетливой социальной направленностью, показывающие столкновения между трудом и капиталом.
Писал также стихи, рассказы, драмы и оперетты. Будучи журналистом, писал статьи для периодических изданий, таких как El Heraldo de la Revolucion (The Herald of the Revolution) и Ang Kaibigan ng Bayan (The Friend of the Nation).
Темой творчества Патрисио Мариано было также освобождение Филиппин от американской колонизации. Он символически отобразил драматические события филиппино-американской войны 1899—1903 годов.

## Избранные произведения

### Пьесы
- Sampaguita («Jazmine») (1901)
- Anak ng Dagat («Child of the Sea»)
- Ang Pakakak («The Tuba») (a one-act drama) (1913)
- Ang Silanganan («The East» or «The Levant») (a one-act drama) (1904)

### Проза
- Juan Masili: Ang Pinuno ng Tulisan (1906)
- Ang mga Anak Dalita (1911)
- Ang Tala sa Panghulo (1913)